# Stazione di Tsutsujigaoka (Miyagi)
La stazione di Tsutsujigaoka (榴ヶ岡駅?, Tsutsujigaoka-eki) è una stazione ferroviaria urbana situata nel quartiere di Miyagino-ku della città di Sendai, nella prefettura di Miyagi, in Giappone, ed è servita dalla ferrovia suburbana linea Senseki della JR East.

## Servizi ferroviari
East Japan Railway Company
■ Linea Senseki

## Struttura
La stazione è dotata di un marciapiede a isola centrale con due binari passanti sotterranei. Sopra di essi si trova il mezzanino, con tornelli di accesso e biglietteria automatica. Prima dell'interramento, avvenuto nel 2000, la stazione era in superficie.
| 1 | ■ Linea Senseki | per Tagajō, Hon-Shiogama, Matsushima-Kaigan e Takagimachi |
| 2 | ■ Linea Senseki | per Sendai e Aoba-dōri                                    |

## Stazioni adiacenti
| «                         | Servizio            | »             |
| Linea Senseki             | Linea Senseki       | Linea Senseki |
| ------------------------- | ------------------- | ------------- |
| Sendai                    | Locale Rapido Verde | Miyaginohara  |
| Il Rapido Rosso non ferma |                     |               |